# Трансвестизм
Трансвести́зм — общее название ряда ранее считавшихся сексуальной девиацией и впоследствии депатологизированных психических отклонений, признаком которых является надевание или ношение одежды, характерной (в рамках рассматриваемой культуры или традиции) для противоположного пола.
Следует различать следующие разновидности трансвестизма:
- Фетишистский трансвестизм
- Трансвестизм двойной роли

Термин «трансвестизм» присутствует в МКБ-10, но исключен из МКБ-11 ввиду отсутствия значимости для общественного здоровья и клинической практики. 
Представители цисгендерных мужчин, которые носят женскую одежду в повседневной жизни, иногда называют себя «кроссдрессерами», у женщин часто выделяют сходную субкультуру «томбой». Также в различных обществах существует культура театрализованного переодевания.